# Stelis nana
Stelis nana är en orkidéart som beskrevs av John Lindley. Stelis nana ingår i släktet Stelis och familjen orkidéer. Inga underarter finns listade i Catalogue of Life.